# 100 migliori film nella storia del cinema ucraino

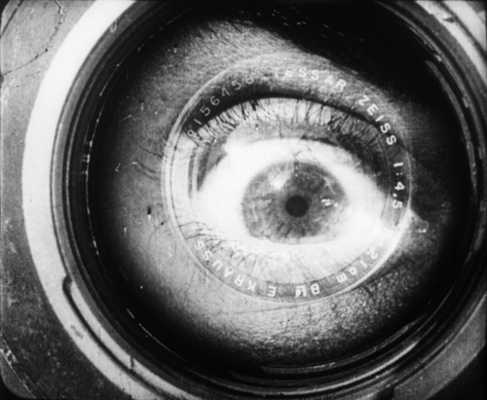
Un fotogramma de L'uomo con la macchina da presa (1929) di Dziga Vertov, classificatosi 3º.

L'elenco dei 100 migliori film nella storia del cinema ucraino è una graduatoria delle 100 migliori pellicole del cinema ucraino, stilata secondo un sondaggio dei rappresentanti della comunità cinematografica nazionale e internazionale dal Centro Nazionale Oleksandr Dovženko, con sede in Ucraina, nella città di Kiev. La selezione dei film è avvenuta nel mese di giugno 2021. 
L'opera più antica inclusa nella lista è il film muto Order na arešt (1926), diretto dal regista sovietico Georgij Nikolaevič Tasin e ambientato durante la guerra civile russa, mentre quella più recente è il documentario The Earth Is Blue as an Orange (2020), diretto dalla regista Iryna Cilyk, sulla guerra del Donbass. 

## Criteri di selezione
La graduatoria dei film è stata stilata secondi i pareri della comunità nazionale e internazionale dei critici cinematografici ucraini, fra cui registi, esperti cinematografici indipendenti, ricercatori e cineasti, per un totale di 71 rappresentanti. Ognuno di esso ha stilato una classifica dei 10 migliori film ucraini dagli albori del cinema ai giorni nostri, formando la lista delle 100 migliori pellicole, tenendo conto delle opere più votate.  

## Elenco dei 100 migliori film ucraini
Di seguito, nella tabella sottostante, i film componenti la lista:

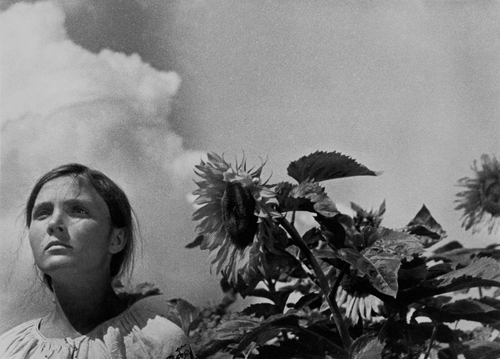
Al 2º posto, La terra (1930) di Aleksandr Dovženko.

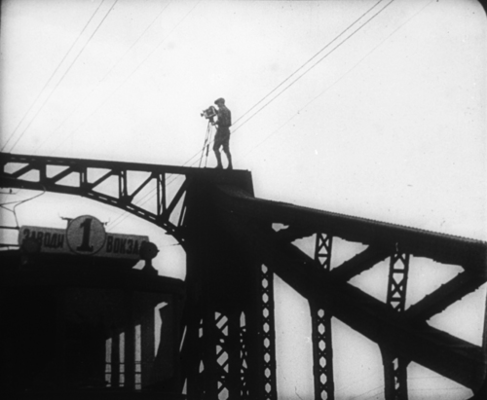
L'uomo con la macchina da presa (1929) di Dziga Vertov, 3º posto.

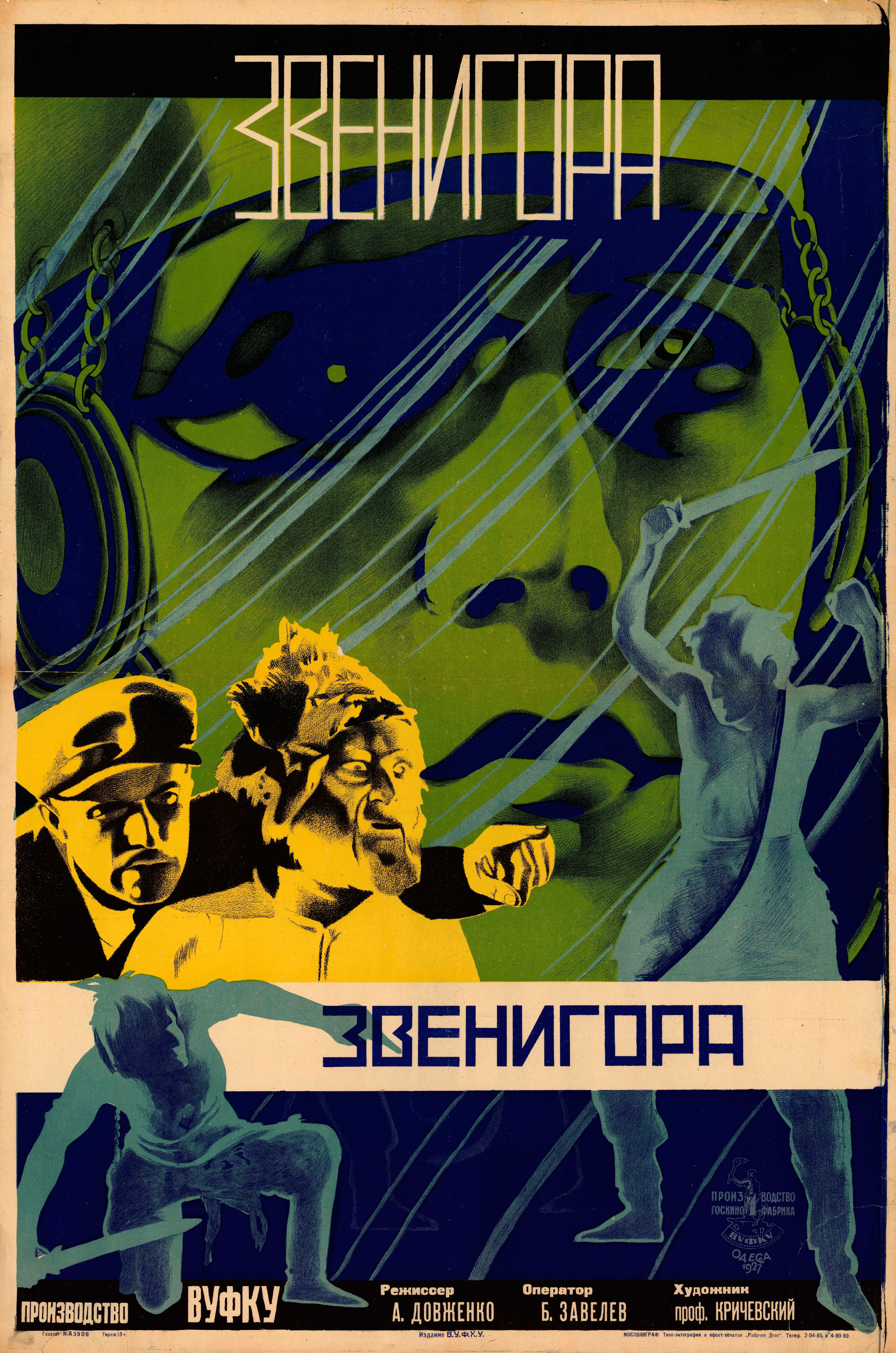
Locandina di Zvenigora (1929) di Aleksandr Dovženko, 19º posto.

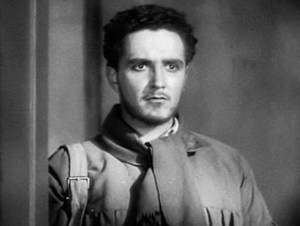
Strogij junoša (1935), 26º posto.

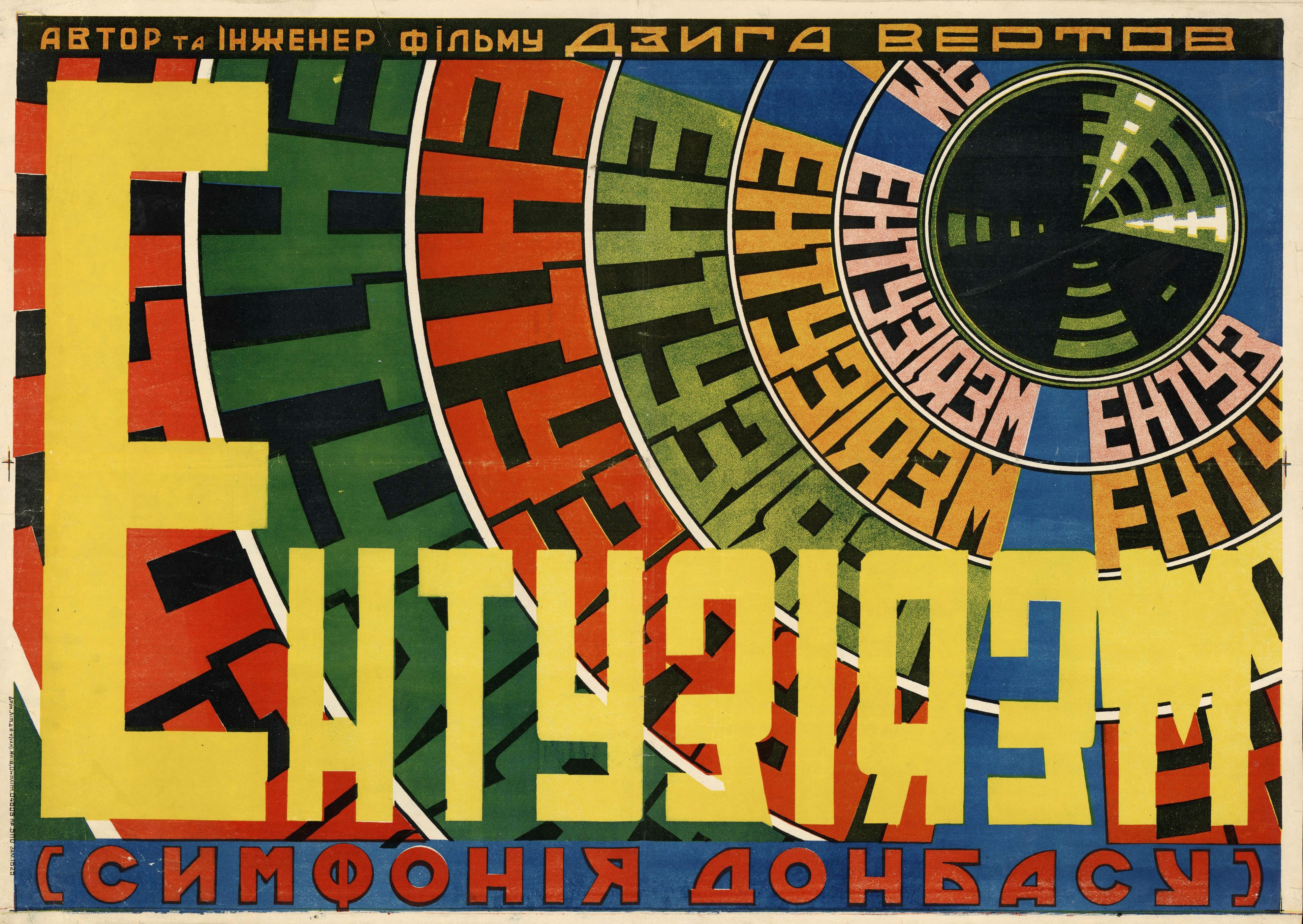
Locandina di Sinfonia del Donbass/Entusiasmo (1930) di Dziga Vertov, 28º posto.

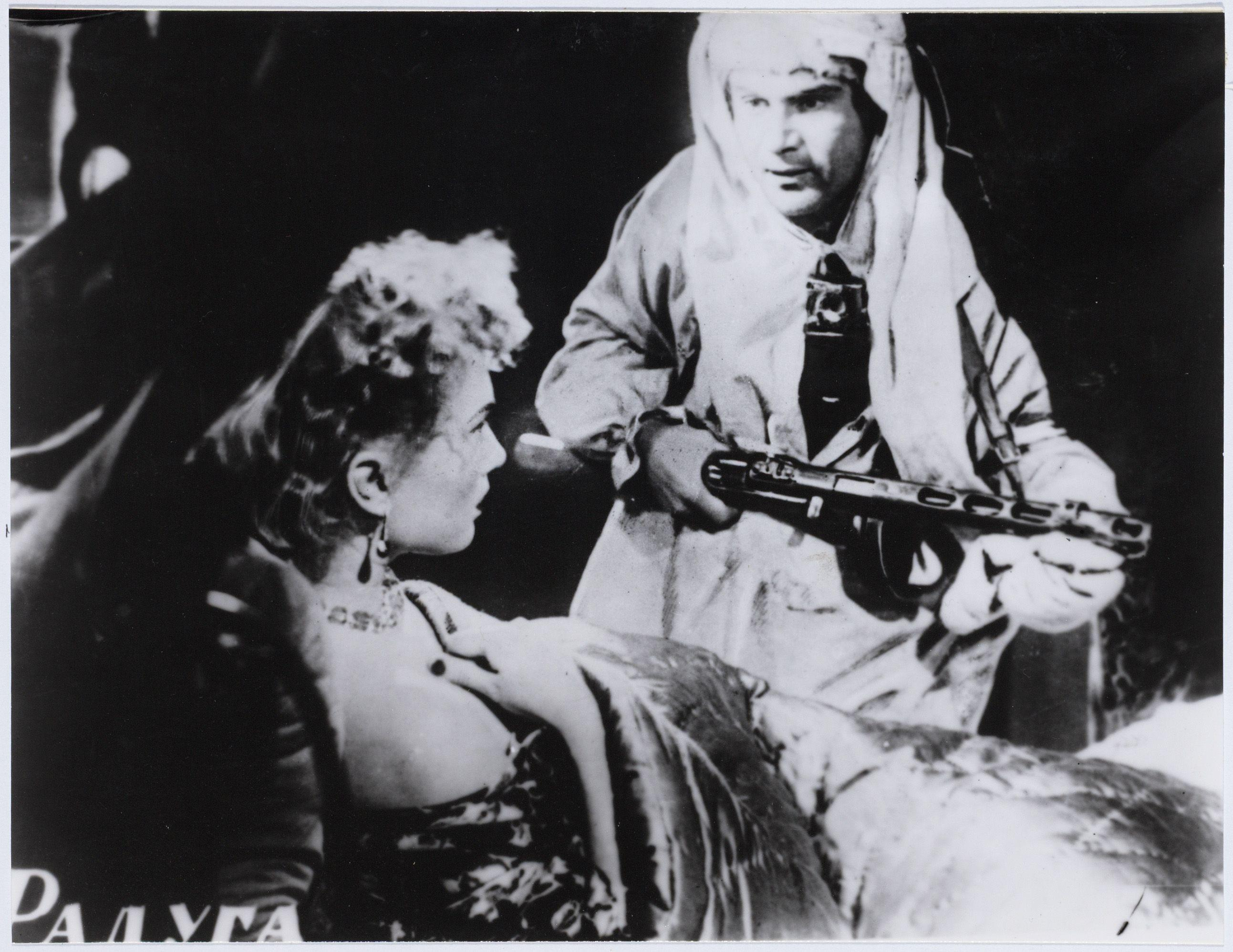
Arcobaleno (1944), 29º posto

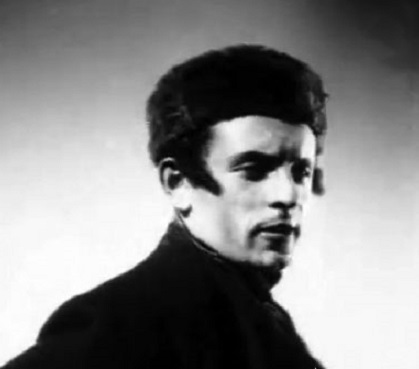
Nathan Zarchi in Koliivščina (1933), 46º posto.

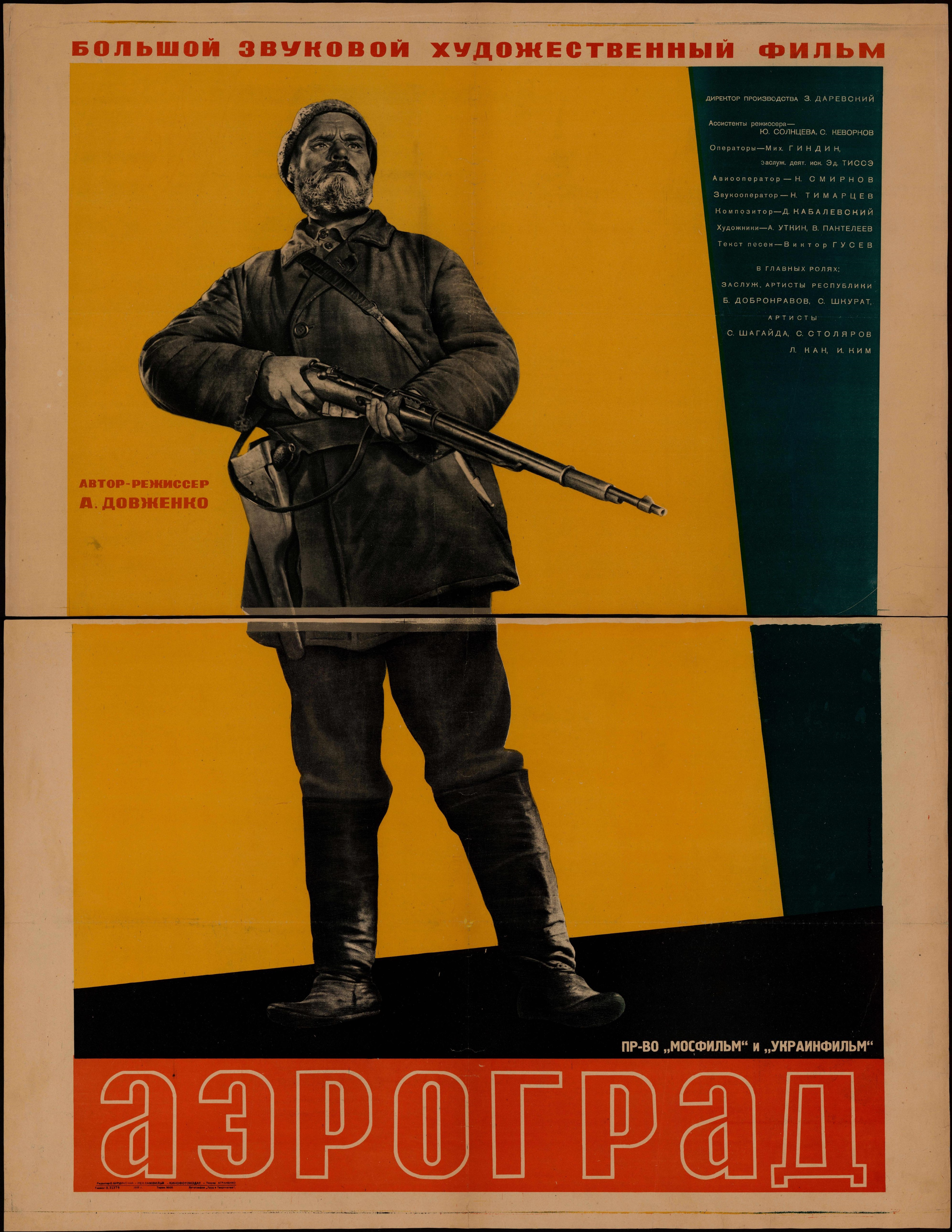
Locandina di Aėrograd (1935) di Aleksandr Dovženko, 95º posto.

| Pos.   | Film                              | Regista                         | Anno      |
| ------ | --------------------------------- | ------------------------------- | --------- |
| 1      | Le ombre degli avi dimenticati    | Sergej Paradžanov               | 1964      |
| 2      | La terra                          | Aleksandr Dovženko              | 1930      |
| 3      | L'uomo con la macchina da presa   | Dziga Vertov                    | 1929      |
| 4      | The Tribe                         | Myroslav Slabošpyc'kyj          | 2014      |
| 5      | Kamennyj krest                    | Leonid Osyka                    | 1968      |
| 6      | Sindrome astenica                 | Kira Muratova                   | 1989      |
| 7      | Polëty vo sne i najavu            | Roman Balayan                   | 1983      |
| 8      | Belaja ptica s čërnoj otmetinoj   | Jurij Illjenko                  | 1970      |
| 9      | Lunghi addii                      | Kira Muratova                   | 1971      |
| 10     | Vavilon XX                        | Ivan Mykolajčuk                 | 1979      |
| 11     | Atlantis                          | Valentyn Vasjanovyč             | 2019      |
| 12     | Propavšaja gramota                | Boris Ivčenko                   | 1972      |
| 13     | Brevi incontri                    | Kira Muratova                   | 1967      |
| 14     | Donbass                           | Serhij Loznycja                 | 2018      |
| 15     | A primavera                       | Michail Kaufman                 | 1929      |
| 16     | V boj idut odni stariki           | Leonid Bykov                    | 1973      |
| 17     | Chasing Two Hares                 | Viktor Ivanov                   | 1961      |
| 18     | Priključenija kapitana Vrungelja  | David Čerkasskij                | 1976–1979 |
| 19     | Zvenigora                         | Aleksandr Dovženko              | 1927      |
| 20     | Moi dumky tychi                   | Antonio Lukič                   | 2019      |
| 21     | Rodnik dlja žažduščich            | Jurij Illjenko                  | 1965      |
| 22     | Sčast'e moë                       | Serhij Loznycja                 | 2010      |
| 23     | Varta1, L'viv, Ukraïna            | Jurij Hrycyna                   | 2015      |
| 24     | Sovist'                           | Volodymyr Denysenko             | 1968      |
| 25     | Il millenovecentoventi            | Nikolaj Špikovskij              | 1929      |
| 26     | Strogij junoša                    | Abram Room                      | 1935      |
| 27     | Arsenale                          | Aleksandr Dovženko              | 1929      |
| 28     | Sinfonia del Donbass/Entusiasmo   | Dziga Vertov                    | 1930      |
| 29     | Arcobaleno                        | Mark Donskoj                    | 1943      |
| 30     | Prometej                          | Ivan Kavaleridze                | 1935      |
| 31     | Škurnik                           | Nikolaj Špikovskij              | 1929      |
| 32     | Ja i drugie                       | Feliks Sobolev                  | 1971      |
| 33     | Večir na Ivana Kupala             | Jurij Illjenko                  | 1968      |
| 34     | The Earth Is Blue as an Orange    | Iryna Cilyk                     | 2020      |
| 35     | Majdan                            | Serhij Loznycja                 | 2014      |
| 36     | Molytva za hetmana Mazepu         | Jurij Illjenko                  | 2001      |
| 37–38  | Prysmerk                          | Valentyn Vasjanovyč             | 2014      |
| 37–38  | Vulcan                            | Roman Bondarčuk                 | 2018      |
| 39     | Eneïda                            | Volodymyr Dachno                | 1991      |
| 40     | Spell Your Name                   | Serhij Bukovs'kyj               | 2006      |
| 41     | Ja ljubju                         | Leonid Lukov                    | 1936      |
| 42     | Romanzo del tempo di guerra       | Pëtr Todorovskij                | 1983      |
| 43     | Bumbaraš                          | Abram Narodickij Nikolaj Rašeev | 1971      |
| 44     | Žyva vatra                        | Ostap Kostjuk                   | 2014      |
| 45     | Primavera in via Zarečnaja        | Marlen Chuciev Feliks Mironer   | 1956      |
| 46–48  | Due giorni                        | Georgij Stabovoj                | 1929      |
| 46–48  | Piano terra                       | Igor Minaev                     | 1990      |
| 46–48  | Koliivščina                       | Ivan Kavaleridze                | 1933      |
| 49–50  | Čornobyl'. Chronika važkič tyžniv | Volodymyr Ševčenko              | 1986      |
| 49–50  | Ostrov sokrovišč                  | David Čerkasskij                | 1986–1988 |
| 51     | Il poliziotto sentimentale        | Kira Muratova                   | 1992      |
| 52     | Jščol tramvaj dev"jatij nomer     | Stepan Koval'                   | 2002      |
| 53     | Ta, ščo vchodyt' u more           | Leonid Osyka                    | 1965      |
| 54–55  | Šamara                            | Natalija Andrijčenko            | 1994      |
| 54–55  | Taka pizyja, taka tepla osin'     | Ivan Mykolayčuk                 | 1981      |
| 56     | Ukraïns'ki ščeryfy                | Roman Bondarčuk                 | 2015      |
| 57     | Sim krokiv za obrij               | Feliks Sobolev                  | 1968      |
| 58     | Order na arešt                    | Georgij Tasin                   | 1926      |
| 59–60  | Dorogoj cenoj                     | Mark Donskoj                    | 1957      |
| 59–60  | Evge                              | Nariman Aljiev                  | 2019      |
| 61     | Koroleva benzokolonki             | Aleksej Mišurin Nikolaj Litus   | 1962      |
| 62     | Poceluj                           | Roman Balayan                   | 1983      |
| 63     | Tre piccoli omicidi               | Kira Muratova                   | 1997      |
| 64     | Tlymačennja snovydin              | Andrij Zahdans'kyj              | 1990      |
| 65–67  | Prijatel' pokojnika               | Vjačeslav Krištofovič           | 1997      |
| 65–67  | Raspad                            | Michail Belikov                 | 1990      |
| 65–67  | Skuki radi                        | Artur Vojteckij                 | 1968      |
| 68–70  | Pegij pes, beguščij kraem morja   | Karen Gevorkian                 | 1990      |
| 68–70  | Podorožni                         | Igor Strembic'kyj               | 2005      |
| 68–70  | Kysnevyj golod                    | Andrij Dončyk                   | 1991      |
| 71     | Nostro pane onesto                | Kira Muratova Aleksandr Muratov | 1964      |
| 72     | Do pobačennja, synefily           | Stanislav Bytjuc'kyj            | 2014      |
| 73     | Serhij Paradžanov. Vidvidyny      | Anatolij Syrych                 | 1994      |
| 74     | Il vetturino notturno             | Georgij Tasin                   | 1927      |
| 75–80  | Birjuk                            | Roman Balayan                   | 1977      |
| 75–80  | Mamaj                             | Oles' Sanin                     | 2003      |
| 75–80  | Nastrojščik                       | Kira Muratova                   | 2004      |
| 75–80  | No Obvious Signs                  | Alina Horlova                   | 2017      |
| 75–80  | Spivaje Ivano                     | Nadija Parfan                   | 2019      |
| 75–80  | Zasyple snih dorohy...            | Jevhen Syvokin'                 | 2004      |
| 81     | Lypnevi hrozy                     | Anatolij Karas' Viktor Ščkurin  | 1989–1991 |
| 82     | Kiborhy. Heroï ne vmyrajut'       | Ahtem Seitablayev               | 2017      |
| 83     | Gamer                             | Oleh Sencov                     | 2011      |
| 84–85  | Kozaky                            | Volodymyr Dachno                | 1967–1995 |
| 84–85  | Tato-Mamyn brat                   | Vadym Il'kov                    | 2017      |
| 86     | Pryputni                          | Arkadij Nepytaljuk              | 2017      |
| 87     | Cvitinnja kul'baby                | Oleksandr Ihnatuša              | 1992      |
| 88–89  | Efekt prysutnosti                 | Leonid Pavlovs'kyj              | 2004      |
| 88–89  | V. Syl'vestrov                    | Serhij Bukovs'kyj               | 2019      |
| 90–94  | Una campagna senza precedenti     | Michail Kaufman                 | 1931      |
| 90–94  | Izgoj                             | Volodymyr Savel'jev             | 1990      |
| 90–94  | Ob'jasnenie v ljubovi             | Rollan Serhijenko               | 1966      |
| 90–94  | Pist do Ameryky                   | Kira Muratova                   | 1999      |
| 90–94  | Skvoz' slëzy                      | Grigorij Gričer                 | 1928      |
| 95–100 | Aėrograd                          | Aleksandr Dovženko              | 1935      |
| 95–100 | Biosfera! Vremja osoznanija       | Feliks Sobolev                  | 1974      |
| 95–100 | Krotkaja                          | Serhij Loznycja                 | 2017      |
| 95–100 | Riven' čornoho                    | Valentyn Vasjanovyč             | 2017      |
| 95–100 | Son                               | Volodymyr Denysenko             | 1964      |
| 95–100 | Syl'nišče, niž zbroja             | Volodymyr Tykhyy                | 2017      |

## Statistiche

### Film per regista

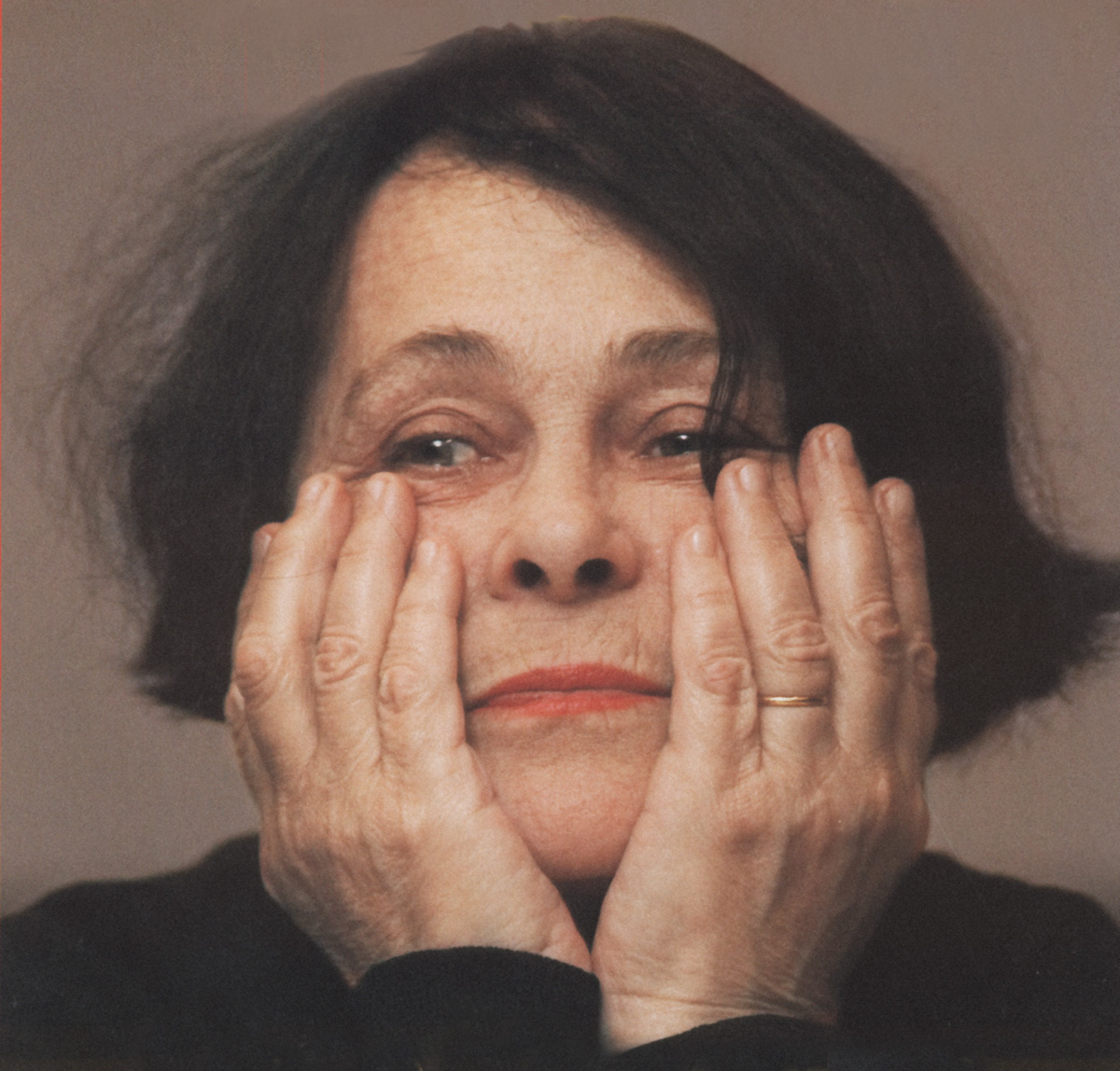
Con un totale di 8 titoli tra il 1964 e il 2004, Kira Muratova occupa la prima posizione per numero di film nella Top 100 diretti.

Di seguito, nella tabella sottostante, tutti i registi con più di un film facente parte della lista:
| Regista             | Nº film |
| ------------------- | ------- |
| Kira Muratova       | 8       |
| Aleksandr Dovženko  | 4       |
| Jurij Illjenko      | 4       |
| Serhij Loznycja     | 4       |
| Roman Balayan       | 3       |
| Feliks Sobolev      | 3       |
| Valentyn Vasjanovyč | 3       |
| Roman Bondarčuk     | 2       |
| David Čerkasskij    | 2       |
| Volodymyr Dachno    | 2       |
| Volodymyr Denysenko | 2       |
| Ivan Kavaleridze    | 2       |
| Michail Kaufman     | 2       |
| Ivan Mykolajčuk     | 2       |
| Leonid Osyka        | 2       |
| Nikolaj Špikovskij  | 2       |
| Georgij Tasin       | 2       |
| Dziga Vertov        | 2       |

### Film per anno
Di seguito, nella tabella sottostante, tutti gli anni con più di un film facente parte della lista:
| Anno | Nº film |
| ---- | ------- |
| 2017 | 7       |
| 1929 | 5       |
| 1990 | 5       |
| 2014 | 5       |
| 2019 | 5       |
| 1930 | 3       |
| 1935 | 3       |
| 1964 | 3       |
| 1967 | 3       |
| 1971 | 3       |
| 2004 | 3       |
| 1927 | 2       |
| 1965 | 2       |
| 1983 | 2       |
| 1986 | 2       |
| 1989 | 2       |
| 1991 | 2       |
| 1992 | 2       |
| 1994 | 2       |
| 1997 | 2       |
| 2015 | 2       |
| 2018 | 2       |